# Carex lucorum
Carex lucorum là một loài thực vật có hoa trong họ Cói. Loài này được Willd. mô tả khoa học đầu tiên năm 1814.